# Ferdinand I. (León)
Ferdinand I. der Große (spanisch Fernando el Magno; * Wahrscheinlich zwischen 1016 und 1018; † 27. Dezember 1065 in León) war von 1035 bis 1065 der erste König von León, Kastilien und Galicien aus dem Haus Jiménez. Er trug maßgeblich zum Aufstieg des Königreichs Kastilien-León zur vorherrschenden Macht unter den christlichen Königreichen Spaniens bei.

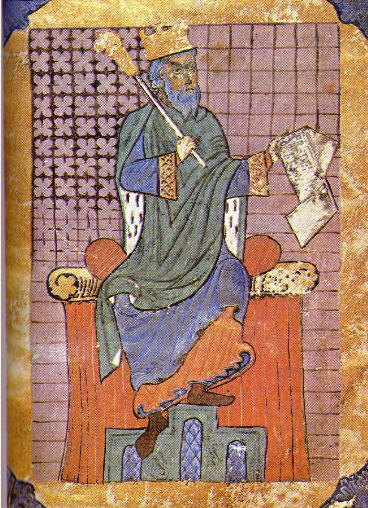
König Ferdinand I. dargestellt in einer Miniatur aus dem 12. Jahrhundert. Archivo de la Catedral de Santiago, Tumbo A.

## Leben

### Herkunft
Ferdinand war ein Sohn des Königs Sancho III. von Navarra und der Munia Mayor von Kastilien; laut einer Urkunde vom 21. Oktober 1022 war er der jüngste. Seine Geschwister waren:
- Mayor († vor 1044), ⚭ mit Graf Pons Wilhelm von Toulouse
- García III. († 1054), König von Navarra
- Gonzalo († 1045), König von Ribagorza und Sobrarbe
- Bernardo († nach 1024)
- Jimena († nach 1062), ⚭ mit König Bermudo III. von León

Ein Halbbruder war:
- Ramiro I. († 1063), König von Aragón

### König von León
König Sancho III. baute mittels einer tatkräftigen Herrschaft das baskische Königreich Navarra und mit ihm das regierende Haus Jiménez zur Hegemonialmacht unter den christlichen Reichen der Iberischen Halbinsel auf, vor allem indem er 1029 im Namen seiner Frau die westlich an Navarra grenzende Grafschaft Kastilien nach der Ermordung ihres letzten Grafen, seines Schwagers, übernehmen konnte. Weiterhin übte er über seine Schwester Urraca, der Witwe des 1028 gegen die Mauren gefallenen Alfons V., bedeutenden Einfluss auf das Königreich León aus. Als jüngster Sohn seines Vaters war Ferdinand für die Nachfolge im mütterlichen Erbe, also in Kastilien, vorgesehen. Sancho III. erzwang 1032 auch Ferdinands Verheiratung mit der leónesischen Infanta Sancha, der Schwester des amtierenden Königs Bermudo III., der noch ein Kind war. Als Mitgift der Braut annektierte er das Grenzland zwischen dem Cea und Pisuerga für Kastilien. Und ungeachtet der engen familiären Bande zu Bermudo III. vertrieb Sancho III. ihn im Jahr 1034 gewaltsam aus León und übernahm selbst die Herrschaft über dieses Königreich. Allerdings starb er nur ein Jahr darauf auf dem Höhepunkt seiner Macht und Ferdinand konnte wie vorgesehen die Nachfolge in Kastilien antreten, während Bermudo III. die Situation zur Rückgewinnung von León nutzte. Zwischen den Schwagern kam es sogleich zum Streit um das umstrittene Grenzland, der am 4. September 1037 in der entscheidenden Schlacht von Tamarón mündete, in der Bermudo III. fiel. Weil dieser keine Kinder hinterließ, fiel das Königreich León an seine Schwester Sancha, die letzte Angehörige des asturischen Hauses, und ihren Mann Ferdinand. Am 22. Juni 1038 wurde Ferdinand in León von den Großen Leóns und Galiciens als König anerkannt und in der Kirche Santa María gekrönt.
Die ersten fünfzehn Jahre seiner Herrschaft verliefen für Ferdinand weitgehend friedlich. Diese Zeit nutzte er zur Konsolidierung seines Königreichs. Unter anderem knüpfte er als erster leónesischer König Kontakte zu der burgundischen Abtei Cluny, der er eine jährliche Schenkung von 1.000 Dinaren verbriefte. Zur Reformierung des darniederliegenden Klosterwesens beschloss er 1055 auf einem Kirchenkonzil seines Reiches in Coyanza die Einführung der Benediktinischen Ordensregel nach fränkischem Vorbild. Seine in jenen Jahren gewachsene Macht brachte Ferdinand allerdings in Gegensatz zu seinem ältesten Bruder García III. von Navarra, der seine Position als Senior der Familie und damit als Führer der spanischen Christen bedroht sah. Diese Spannungen entluden sich schließlich im Bruderkrieg, aus dem Ferdinand am 15. September 1054 in der entscheidenden Schlacht von Atapuerca bei Burgos siegreich hervorging; García wurde dabei getötet. Ferdinand verzichtete auf eine Übernahme Navarras, wo er die Nachfolge seines Neffen Sancho IV. akzeptierte, annektierte von diesem allerdings die Landschaft Bureba mit der Abtei San Salvador von Oña.
Mit dem Sieg über den älteren Bruder beanspruchte Ferdinand das Seniorat über die Jiménez-Dynastie nun für sich, zumal sein einziger noch lebender Halbbruder Ramiro I. von Aragón lediglich ein unehelicher Sohn seines Vaters war. Verbunden damit war auch sein politischer Vorrang unter den christlichen Reichen Hispaniens, den er zusätzlich durch seine Inhaberschaft der leónesischen Krone durch seine Ehe mit Sancha legitimieren konnte. Schon die Vorfahren seiner Frau hatten sich in die Nachfolge der alten Westgotenkönige gestellt und für sich als deren Erben einen Oberherrschaftsanspruch reklamiert, den sie durch die Verwendung eines Kaisertitels (Imperator) zum Ausdruck brachten. Ferdinand ließ sich und seine Frau am 12. und 13. September 1056 in zwei für die Benediktinerabtei von Arlanza ausgestellten Urkunden erstmals als Imperatoren titulieren, also zwei Jahre nach seinem Sieg über García.

### Maurenkampf

Die muslimischen Taifakönigreiche im Jahr 1037.

Schon unmittelbar nach Beendigung des Bruderkampfs begann Ferdinand mit der Expansion seines Reichs gegen das muslimische al-Andalus. Dabei wurde er durch den Umstand begünstigt, dass die politische Einheit von al-Andalus aufgrund des Zusammenbruchs des Kalifats von Córdoba nach dem Tod von Almansor 1002 und des letzten Kalifen 1031 ein Ende gefunden hatte. An seine Stelle waren mehrere Teilreiche getreten, die sogenannten Taifas, die von den ehemaligen Statthaltern der Kalifen nun als eigenständige Königreiche beherrscht wurden, von denen die mächtigsten jene von Toledo, Badajoz, Saragossa, Valencia und Sevilla waren. Ferdinands erste Angriffe richteten sich gegen die Taifa Badajoz, indem er mehrmals Überfälle in die Region südlich des Unterlaufs des Duero unternahm. Ziel war hier die Rückeroberung der alten Grafschaft von Portucale, die in den Jahrzehnten zuvor von Almansor erobert worden war. Mit der Eroberung von Lamego am 29. November 1057 brachte er das Duero-Tal unter seine Kontrolle. Weiter nach Süden vordringend nahm er darauf Seia und nach einer siegreichen Schlacht am 25. Juli 1058 Viseu ein und gewann damit einen Zugang zum Tal des Mondego.
Danach wandte sich Ferdinand einstweilen gegen die Taifa von Saragossa, entriss dieser nacheinander die Burgen San Esteban de Gormaz, Berlanga, Vadorrey, Santamara und andere und brachte dadurch die alte Römerstraße von Saragossa und Toledo unter seine Kontrolle. Anschließend zog er gegen die Taifa Toledo und eroberte dabei 1063 Talamanca, worauf der Taifakönig al-Mamun sich genötigt sah in ein Vasallenverhältnis zu Ferdinand zu treten, der wiederum nach Empfang eines jährlichen Tributs (paria) den Vasallen unter seinen Schutz stellte. Zu diesem Schritt sah sich kurz darauf auch der Taifakönig von Saragossa veranlasst, als dessen Reich zunehmend von Ramiro I. von Aragón in Bedrängnis gebracht wurde. Um seinen Schutzgarantien gerecht zu werden, sandte Ferdinand 1063 seinen ältesten Sohn dem König von Saragossa zur Unterstützung, der in der Schlacht von Graus seinen Onkel tötete. 1064 vollendete Ferdinand durch die Einnahme von Coimbra nach einer sechsmonatigen Belagerung die Eroberung des Mondego-Tals. Der Legende nach soll er dies mit dem himmlischen Beistand des Heiligen Jakobus, der als „Soldat Christi“ erschienen sei, bewerkstelligt haben. Und nach wiederholten Überfällen (razzia) nach Andalusien  mussten sich schließlich auch die Könige von Sevilla und Badajoz zur Tributleistung an das Königreich León verpflichten, dessen neue Vormachtstellung unter den Staaten der iberischen Halbinsel sich damit in seinem Pariasystem manifestierte.
Im Frühjahr 1065 kündigte der Taifakönig von Saragossa, al-Muqtadir, mit Unterstützung des Königs von Valencia seine Vasallität zu León auf und verübte ein Massaker an der christlichen Bevölkerung seiner Stadt. Sofort zog Ferdinand gegen Valencia, schlug dessen König in der Schlacht von Peterna und belagerte anschließend dessen Hauptstadt. Im Lager vor Valencia wurde Ferdinand aber von einer schweren Krankheit befallen, die ihn zum Abbruch der Belagerung und Rückzug nach León nötigte, wo er am 27. Dezember 1065 verstarb. Bestattet wurde er in der Stiftskirche der Abtei San Isidoro, die von ihm gegründet worden war. Zu einem nicht näher genannten Zeitpunkt hatte Ferdinand von dem Taifakönig von Sevilla die Gebeine des Heiligen Isidorus als diplomatisches Geschenk erhalten, zu deren Aufbewahrung er in seiner Hauptstadt einen neuen Schrein errichten ließ, der zugleich als neue Grablege für die leónesischen Könige dienen sollte. Das Epitaph seines Grabes betitelt ihn als „Ferdinand der Große, König von ganz Spanien“ (FERNANDUS MAGNUS REX TOTIUS HISPANIAE).

### Nachkommen
Aus Ferdinands Ehe mit Sancha von León († 1067) gingen drei Söhne und zwei Töchter hervor. Diese Kinder waren:
- Urraca (* vor 1037, † 1103), „Königin“ von Zamora.
- Sancho II. († 1072), König von Kastilien.
- Elvira († 1099), Herrin von Toro.
- Alfons VI. († 1109), König von León und ab 1072 auch König von Kastilien und Galicien.
- García († 1090), König von Galicien.

Kurz vor seinem Tod legte Ferdinand 1064 auf einem Hoftag seine Nachfolge fest und bestimmte dabei nach dem Vorbild seines Vaters die Aufteilung seines Reichs unter seinen Söhnen. Der älteste, Sancho II., sollte die ehemalige Grafschaft Kastilien und der jüngste, García, Galicien als eigene Königreiche erhalten. Der mittlere Sohn Alfons VI. aber, der angeblich der Lieblingssohn Ferdinands war, sollte die Herrschaft in León übernehmen, womit diesem das Seniorat unter den Brüdern zugesprochen wurde. Allerdings legte Ferdinand damit den Grundstein zum Zwist unter seinen Söhnen, wie er schon mit seinen Brüdern bestanden hatte. Nach seinem Tod führten die Söhne einen Bruderkrieg, aus dem Alfons VI. siegreich hervorging und damit das Reich Ferdinands wieder unter sich vereinte.